# District de Hailakandi
Le district de Hailakandi (bengali : হাইলাকান্দি জেলা) est un des districts de l’État d’Assam en Inde.

## Géographie
Le chef-lieu du district est la ville de Hailakandi (en).
Le district a 659 296 habitants pour une superficie de 1 327 km2.